# Moldavsko na Letních olympijských hrách 1996
Moldavsko se účastnilo Letní olympiády 1996. Zastupovalo ho 40 sportovců (35 mužů a 5 žen) v 10 sportech.

## Medailisté
| Medaile | Jméno                              | Sport      | Soutěž                      |
| ------- | ---------------------------------- | ---------- | --------------------------- |
| Bronz   | Nicolae Juravschi Victor Reneischi | Kanoistika | muži C2 500 metrů           |
| Bronz   | Sergej Murejko                     | Zápas      | muži řecko-římský do 130 kg |